# Ortogènesi
L'ortogènesi, evolució ortogènetica o evolució progressiva és la hipòtesi que la vida tendeix a moure's (evolucionar) de manera lineal (amb un objectiu predefinit) gràcies a alguna força motriu, que pot ser interna o externa.